# Resolució 637 del Consell de Seguretat de les Nacions Unides
La Resolució 637 del Consell de Seguretat de les Nacions Unides, adoptada per unanimitat el 27 de juliol de 1989 després de recordar la Resolució 530 (1983) i la Resolució 562 (1985) i nombroses resolucions de l'Assemblea General de les Nacions Unides, el Consell va felicitar el desig de pau a Amèrica Central, observant la Declaració conjunta feta pels presidents de les nacions centreamericanes el 1988 i el 1989.
La Resolució 637 va continuar expressant el seu suport a l'acord d'Esquipulas i a les declaracions conjuntes, i va demanar als presidents que continuessin els seus esforços per aconseguir una pau ferma i duradora a Amèrica Central. També va fer una crida als països amb vincles i interessos a la regió per donar suport als esforços, inclosos els que donen suport a les forces irregulars i els moviments insurreccionals a la zona, deixen de banda immediatament l'ajuda, a excepció de l'ajuda humanitària.
El Consell també va recolzar al Secretari General en els seus esforços i li va demanar que els mantingués informats sobre l'evolució de la situació.